# والتر پنک
والتر پنک (به انگلیسی: Walther Penck) جغرافی‌دان آلمانی (۱۹۲۳–۱۸۸۸) و فرزند آلبرت پنک است که به دلیل نظریاتش در زمینه ژئومورفولوژی معروف است. در سال ۱۸۹۹ ویلیام موریس دیویس بیان کرد که فرسایش در طول دوره‌های زمانی تمایل دارند که شیب دامنه را کمتر و آن‌ها را مسطح نماید؛ ولی والتر پنک اعتقاد داشت که دامنه‌ها حاصل تعادل دینامیکی بین فرسایش و بالاآمدگی است. بر طبق نظر پنک دامنه‌های مستقیم، محدب و مقعر ناشی از تغییر در نسبت بالاآمدگی است. پیروان دیویس و پنک در طی چند دهه به جنگ و درگیری دست زدند تا این‌که بیشتر دانشمندان به این نتیجه رسیدند که این نظریات نارسایی‌هایی دارد. تئوری دیویس تغییر فرایندهای تکتونیکی را دست‌کم می‌گیرد و تئوری پنک تغییرات فرایندهای فرسایشی را دست‌کم می‌گیرند.
دیدگاه‌های پنک هیچ‌گاه در کشورهای انگلیسی زبان طرفداری پیدا نکرد. این رویگردانی تا حدی مربوط به مرگ زودرس او بود که در سال ۱۹۲۳ اتفاق افتاد، در حالی‌که اثر اصلی او به‌نام Die Morphologische Analyse ناتمام بود. هرچند به نظر می‌آید برخی از عقاید پنک متناقض بوده و تأیید آن‌ها امکان‌پذیر نیست، با وجود این سیستم پنک بر تأثیرات احتمالی ژئومورفیک ناشی از علل دیاستروفیک تأکیدی جالب توجه دارد. پنک معتقد بود که اشکال زمین را باید با نسبت‌هایی که گاهی بین فرایندهای فرسایشی (با منشأ خارجی) و فرایندهای دیاستروفیک (با منشأ داخلی) برقرار می‌شود، تفسیر کرد.